# Branford
Branford är en kommun (town) i New Haven County, Connecticut, USA. Kommunen hade år 2000 28 683 invånare. Den har enligt United States Census Bureau en area på 72,5 km², allt är land.